# Список министров обороны Германии
Данный список представляет глав Федерального министерства обороны Германии и учреждений, выполнявших соответствующие функции. Охватывает исторический период со времён образования Веймарской республики (1919 год) по настоящее время.

## Министры обороны Веймарской республики, 1919—1933

Герб Веймарской республики

| Имя                          | Дата вступления в должность | Дата снятия с должности | Партия |
| ---------------------------- | --------------------------- | ----------------------- | ------ |
| Густав Носке                 | 13 февраля 1919             | 20 марта 1920           | СДПГ   |
| Отто Гесслер                 | 27 марта 1920               | 19 января 1928          | НДП    |
| Вильгельм Грёнер             | 19 января 1928              | 30 мая 1932             | -      |
| Курт фон Шлейхер             | 30 мая 1932                 | 30 января 1933          | -      |
| Фердинанд фон Бредов (и. о.) | 3 декабря 1932              | 30 января 1933          | -      |

## Министры обороны Германского рейха, 1933—1945

Герб нацистской Германии

### Министр обороны Германского рейха, 1933—1935
| Имя                 | Дата вступления в должность | Дата снятия с должности | Партия |
| ------------------- | --------------------------- | ----------------------- | ------ |
| Вернер фон Бломберг | 30 января 1933              | 1935                    | -      |

### Военный министр Германского рейха, 1935—1938
| Имя                 | Дата вступления в должность | Дата снятия с должности | Партия |
| ------------------- | --------------------------- | ----------------------- | ------ |
| Вернер фон Бломберг | 1935                        | 27 января 1938          | -      |

В 1938 году военное министерство было упразднено из-за кризиса связанного с делом Фрича-Бломберга, в качестве его замены было создано «OKW — Верховное командование вооружёнными силами Германии»

### Начальник Верховного командования вооружённых сил Германского рейха (военный министр), 1938—1945
| Имя               | Дата вступления в должность | Дата снятия с должности | Партия |
| ----------------- | --------------------------- | ----------------------- | ------ |
| Вильгельм Кейтель | 4 февраля 1938              | 12 мая 1945             | НСДАП  |
| Карл Дёниц        |                             | 23 мая 1945             | НСДАП  |

### Военный министр Германского рейха, 1945
1 мая 1945 года Военное министерство было воссоздано при Фленсбургском правительстве кабинета Шверина фон Крозига. После ареста Кейтеля 12 мая 1945 года, фактически последним руководителем восстановленного министерства стал Карл Дёниц.
| Имя        | Дата вступления в должность | Дата снятия с должности | Партия |
| ---------- | --------------------------- | ----------------------- | ------ |
| Карл Дёниц |                             | 23 мая 1945             | НСДАП  |

## Министры обороны Федеративной Республики Германия, 1949—1990

Герб ФРГ

| Имя                  | Дата вступления в должность | Дата снятия с должности | Партия |
| -------------------- | --------------------------- | ----------------------- | ------ |
| Теодор Бланк         | 8 июня 1955                 | 15 октября 1956         | ХДС    |
| Франц Йозеф Штраус   | 16 октября 1956             | 8 января 1963           | ХСС    |
| Кай-Уве фон Хассель  | 9 января 1963               | 30 ноября 1966          | ХДС    |
| Герхард Шрёдер       | 1 декабря 1966              | 21 октября 1969         | ХДС    |
| Гельмут Шмидт        | 22 октября 1969             | 6 июля 1972             | СДПГ   |
| Георг Лебер          | 7 июля 1972                 | 15 февраля 1978         | СДПГ   |
| Ханс Апель           | 16 февраля 1978             | 3 октября 1982          | СДПГ   |
| Манфред Вёрнер       | 4 октября 1982              | 17 мая 1988             | ХДС    |
| Руперт Шольц         | 18 мая 1988                 | 20 апреля 1989          | ХДС    |
| Герхард Штольтенберг | 21 апреля 1989              | 2 октября 1990          | ХДС    |

## Министры национальной обороны Германской Демократической Республики, 1949—1990

Герб ГДР

### Министры национальной обороны Германской Демократической Республики, 1949—1990
| Имя           | Дата вступления в должность | Дата снятия с должности | Партия |
| ------------- | --------------------------- | ----------------------- | ------ |
| Вилли Штоф    | 15 ноября 1956              | 13 июля 1960            | СЕПГ   |
| Хайнц Гофман  | 14 июля 1960                | 2 декабря 1985          | СЕПГ   |
| Хайнц Кесслер | 3 декабря 1985              | 17 ноября 1989          | СЕПГ   |
| Теодор Хофман | 18 ноября 1989              | 11 апреля 1990          | СЕПГ   |

### Министр разоружения и обороны Германской Демократической Республики, 1990
| Имя              | Дата вступления в должность | Дата снятия с должности | Партия                 |
| ---------------- | --------------------------- | ----------------------- | ---------------------- |
| Райнер Эппельман | 12 апреля 1990              | 2 октября 1990          | Демократический прорыв |

## Министры обороны Федеративной Республики Германия с 1990 года

Герб ФРГ

| Имя                        | Дата вступления в должность | Дата снятия с должности | Партия |
| -------------------------- | --------------------------- | ----------------------- | ------ |
| Герхард Штольтенберг       | 2 октября 1990              | 1 апреля 1992           | ХДС    |
| Фолькер Руге               | 1 апреля 1992               | 26 октября 1998         | ХДС    |
| Рудольф Шарпинг            | 27 октября 1998             | 18 июля 2002            | СДПГ   |
| Петер Штрук                | 19 июля 2002                | 21 ноября 2005          | СДПГ   |
| Франц Йозеф Юнг            | 22 ноября 2005              | 27 октября 2009         | ХДС    |
| Карл-Теодор цу Гуттенберг  | 28 октября 2009             | 1 марта 2011            | ХСС    |
| Томас де Мезьер            | 3 марта 2011                | 17 декабря 2013         | ХДС    |
| Урсула фон дер Лейен       | 17 декабря 2013             | 17 июля 2019            | ХДС    |
| Аннегрет Крамп-Карренбауэр | 17 июля 2019                | 8 декабря 2021          | ХДС    |
| Кристина Ламбрехт          | 8 декабря 2021              | 19 января 2023          | СДПГ   |
| Борис Писториус            | 19 января 2023              | -                       | СДПГ   |